# 타우포 화산
타우포 화산(Taupō Volcano)은 뉴질랜드 북섬 중앙에 있는 거대한 유문암질 초화산으로 칼데라로 이루어진 호수인 타우포호 바로 아래에 있다. 이 거대한 화산은 지질학적으로 가장 최근에 발생한, 세계에서 가장 강력한 두 번의 화산 분출을 일으켰다.
타우포 화산은 타우포 열곡 내의 타우포 화산지대에 있으며, 이 지역은 남쪽의 루아페후산에서 타우포구와 로토루아호 지역을 거쳐 플렌티만의 화카아리/화이트섬까지 이어지는 열개지 화산 활동 지역이다.

## 역사
타우포 화산은 약 30만 년 전부터 분출하기 시작했다. 주변 경관에 여전히 영향을 마친 주요 분출은 6만 5천 년 전의 데이사이트질 타우하라산 분출, 약 2만 5천 5백 년 전의 오루아누이 분출로 현대 칼데라의 형태를 만들었으며, 서기 232 ± 10년으로 추정되는 하테페 분출이 있었다. 그 외에도 약 1천 년마다 주요 분출이 일어나는 등 더 많은 분출이 있었다(지난 만 년간의 분출 연표 참조). 특히 오루아누이 분출은 이전 분출 활동의 많은 증거를 파괴하거나 가렸다.:5
타우포 화산은 약 1,800년 동안 분출하지 않았지만, 1979년에 시작되어 2022년에 발표된 연구에 따르면 42년간 수집된 데이터는 타우포 화산이 화산 활동기로 활발하게 활동하고 있으며, 상당 기간 동안 그래왔다는 것을 보여준다. 타우포 화산지대 내의 일부 화산은 최근에 분출했다. 타라웨라산은 1886년에 VEI-5 규모의 격렬한 분출을 일으켰으며, 화카아리/화이트섬은 자주 활발하게 활동하며 가장 최근에는 2019년 12월에 분출했다. 1888년 타라웨라산 분출 이후 발표된 지질학 연구는 통가리로산 근처의 더 명백한 화산이 아니라 타우포호 아래에 화산이 있을 가능성을 처음 제기했으며, 이는 북섬 화산대의 광범위한 표면 경석 퇴적물의 가능한 근원을 설명하기 위함이었다.

## 지질학
타우포 화산은 규소 함량이 높은 점성 마그마인 유문암을 분출하며, 이는 타우포 열곡 내 타우포 화산지대 중부의 특징이다. 이는 히쿠랑기 섭입대에서 태평양판과의 사선 수렴으로 인해 오스트레일리아판 대륙 동부에 형성된 호내 열곡이다. 이 지역에서 모호로비치치 불연속면은 현대 타우포 열곡 경계의 서쪽과 동쪽 표면 아래 약 25~30 km에서 시작되지만, 침입된 지각으로 인해 공급 마그마가 진화하는 것으로 추정되는 16 km 깊이에서 강한 지진파 속도 대비 영역이 존재한다. 연구에 따르면 10 km 아래에 넓은 부분 용융 지역이 있으며, 표면 아래 약 6~8 km에 취성-연성 암석 전이대가 있다. 현재 높은 열곡 확산 속도와 최근 히쿠랑기 고원의 섭입과 관련이 있을 수 있는 아직 알려지지 않은 이유로, 이 지역은 표면 화산 활동이 매우 활발하다.
마그마에 가스가 많이 포함되어 있지 않으면 유문암은 단순히 종상 화산을 형성하는 경향이 있으며, 이러한 분출은 더 흔하다. 그러나 가스 또는 증기와 혼합되면 유문암 분출은 매우 격렬할 수 있다. 마그마는 거품이 되어 경석과 화산재를 형성하며, 이는 엄청난 힘으로 뿜어져 나온다. 이러한 분출은 주어진 분출 주기에서 이른 시기에 발생하는 경향이 있다.
뿜어져 나온 물질이 더 빠르게 식어 공기보다 밀도가 높아지면, 높이 솟아오르지 못하고 갑자기 다시 지표로 붕괴되어 화산쇄설류를 형성하여 폭포에서 떨어지는 물처럼 표면에 충돌하고 엄청난 속도로 지표를 가로질러 퍼진다. 경석과 화산재가 가라앉으면 충분히 뜨거워져 이그님브라이트라는 암석으로 뭉쳐진다. 화산쇄설류는 시간당 수백 킬로미터를 이동할 수 있다.

## 이전 분출

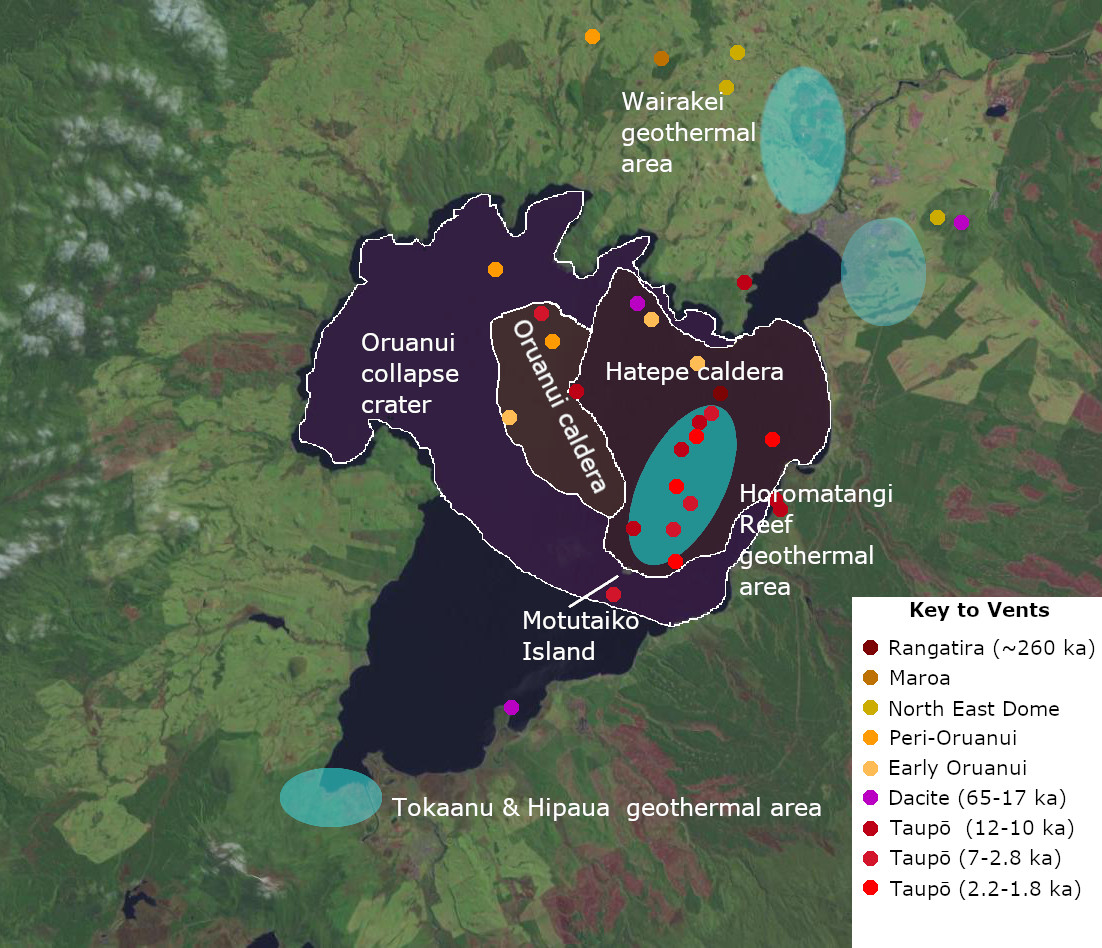
타우포 화산의 최근 분출구와 칼데라 구조. 현재 활동 중인 지열 시스템은 하늘색으로 표시되어 있다. 분출구에 대한 설명은 도표에 나와 있다.

이전의 이그님브라이트 분출은 타우포보다 북쪽에서 발생했다. 이 중 일부는 거대했으며, 약 125만 년 전과 100만 년 전에 발생한 두 번의 분출은 오클랜드에서 네이피어까지 북섬을 덮을 만큼 거대한 이그님브라이트 층을 생성했다.
타우포 화산은 약 30만 년 동안 활동했지만, 지난 4만 2천 년 동안 폭발적인 분출이 더 전형적이었다.:108

## 오루아누이 분출

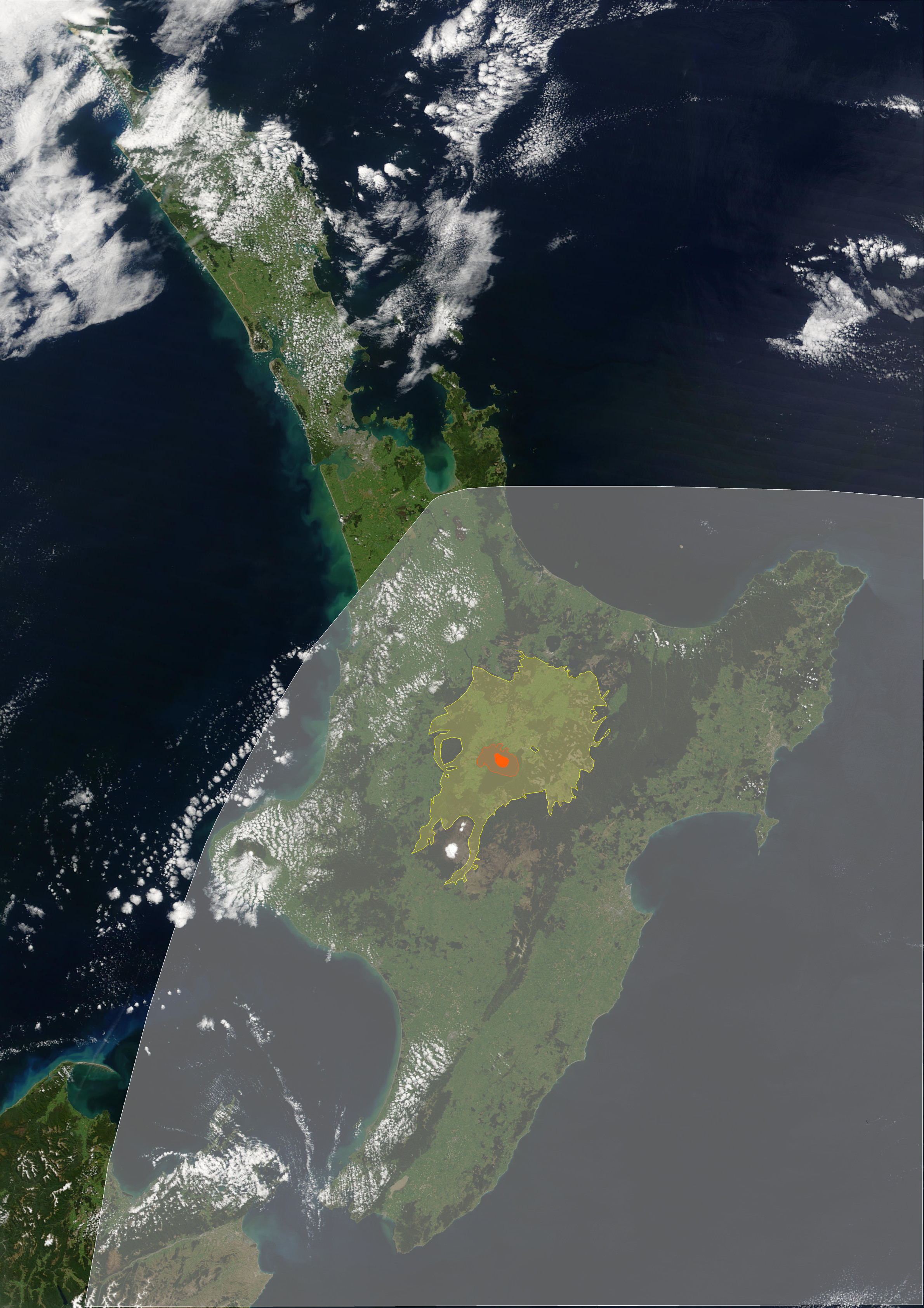
약 10cm의 화산재 퇴적물(흰색 음영)과 화산쇄설암에서 나온 이그님브라이트(노란색 음영) 측면에서의 북섬 오루아누이 분출 영향. 중앙의 붉은색 지역은 오루아누이 칼데라로, 주변에 붕괴된 분화구가 연한 붉은색으로 표시되어 있다. 당시 뉴질랜드는 해수면이 훨씬 낮아 육지 면적이 더 넓었지만, 현재의 뉴질랜드 위에 중첩되어 있다.

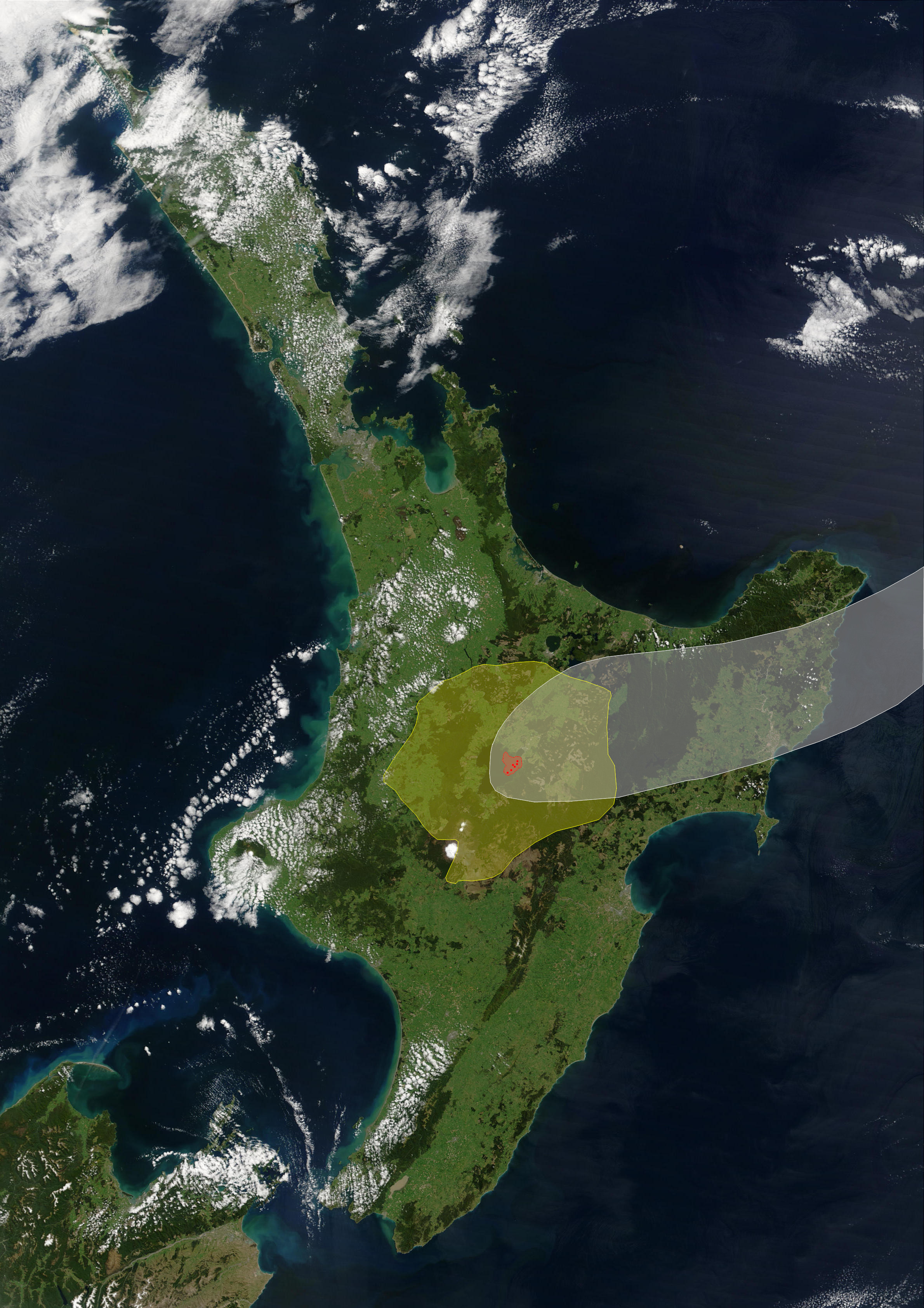
10cm 화산재 퇴적물(흰색 음영) 및 화산쇄설암에서 나온 이그님브라이트(노란색 음영) 측면에서의 하테페 분출 영향. 붕괴 칼데라는 연한 붉은색으로 표시되어 있다. 현재의 북섬 위에 중첩되어 있다.

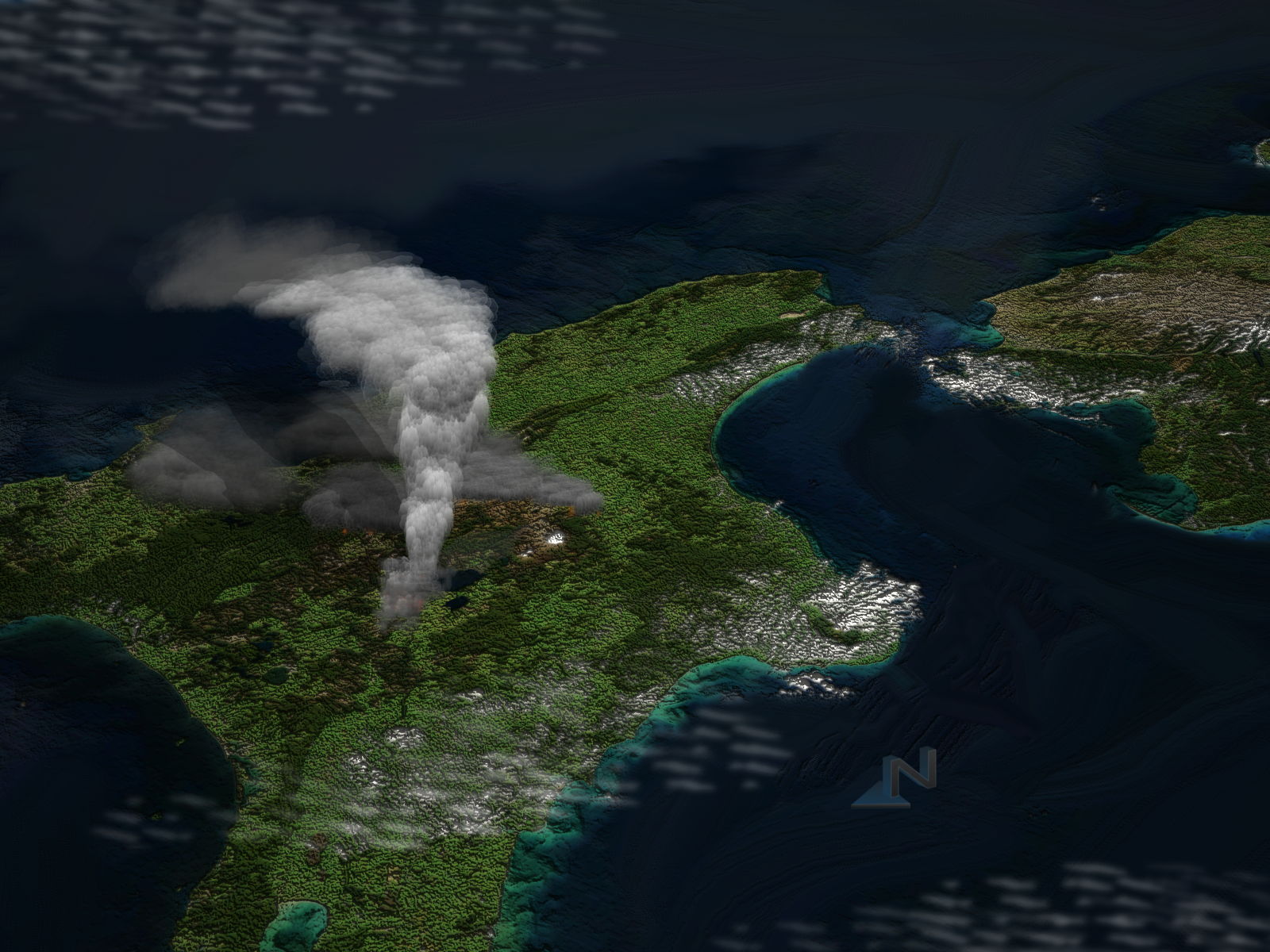
우주에서 본 오루아누이 분출 시의 거대한 분연주

타우포 화산의 오루아누이 분출(카와카와 사건으로도 알려짐):118은 지난 7만 년 동안 알려진 세계에서 가장 큰 분출로, 화산 폭발 지수 VEI-8을 기록했다. 이 분출은 약 2만 5천 5백 년 전에 발생했으며, 약 430 km3 (100 cu mi)의 화산성 낙하물, 320 km3 (77 cu mi)의 화산쇄설류 퇴적물(대부분 이그님브라이트), 420 km3 (100 cu mi)의 1차 칼데라 내 물질을 생성했으며, 이는 마그마 530 km3 (130 cu mi)에 해당한다.
현대 타우포호는 이 분출 중에 생성된 칼데라를 부분적으로 채운다.
분출로 인한 테프라는 북섬 중앙부 대부분을 최대 200 m 깊이의 이그님브라이트로 덮었다. 이 이그님브라이트 분출은 나중에 발생한 하테페 분출만큼 강력하지는 않았을 수 있지만, 전체적인 영향은 다소 더 컸다. 뉴질랜드 대부분은 화산재 낙하의 영향을 받았으며, 심지어 850 km 떨어진 채텀 제도에도 분출된 호수 퇴적물에서 나온 돌말류를 포함한 18 cm 두께의 화산재 층이 남겨졌다.:2 이후의 침식과 퇴적은 경관에 장기적인 영향을 미쳤으며, 와이카토강이 하우라키 평원에서 현재의 와이카토를 거쳐 태즈먼해로 흐르는 경로로 바뀌게 했다.

## 하테페 분출
하테페 분출(타우포 또는 호로마탕기 암초 유닛 Y 분출로도 알려짐)은 타우포 화산의 가장 최근의 주요 분출이며, 약 1,800년 전에 발생했다. 이는 지난 5,000년 동안 세계에서 가장 강력한 분출이었다. 발생한 분출 유형은 화산쇄설류의 매우 높은 이동성과 열 함량으로 인해 가장 극심한 화산 위험에 속한다.:129 TNT 약 150 ± 50 메가톤에 해당하는 에너지 방출량을 가졌다고 한다.:129

### 분출 단계
이 분출은 여러 단계를 거쳤으며, 2003년에 최소 3개의 개별 분출구를 가진 것으로 재정의되었다.:122–124
1. 선사 시대 타우포호 아래에서 몇 시간 동안 지속된 소규모 분출이 발생하여 0.05 km3 (0.012 cu mi)의 미세 화산재를 생성했다.
2. 활동이 극적으로 증가하여 두 번째 분출구에서 높은 분연주가 생성되었고, 2.5 km3 (0.60 cu mi)의 건조 화산재가 분출되었다.
3. 한 분출구에서 주로 습한 수증기 폭발 화산재가 분출되었으나, 일부 건조 마그마성 화산재도 총 1.9 km3 (0.46 cu mi)에 달하며 수십 시간 동안 분출되었다.
4. 짧은 휴식기가 있었거나 두 개의 분출구가 동시에 활성화되었는데, 하나는 습한 어두운 화산재와 흑요석이 풍부한 1.1 km3 (0.26 cu mi)의 낙하 퇴적물인 로통가이오 미세 수증기 폭발 화산재를 생성했다. 마지막 단계가 끝나거나 이 단계가 시작될 때 폭우가 내렸다.[16]:122–123
5. 더 큰 건조 분출이 이어져, 거대한 지역에 걸쳐 최대 17시간 동안 7.7 km3 (1.8 cu mi)의 화산재/경석이 분출되었고, 이후 부분적인 화산 기둥 붕괴로 인해 현재 호수 동쪽에 1.5 km3 (0.36 cu mi)의 국지적 이그님브라이트 퇴적물을 형성하는 11개 이상의 건조 화산쇄설류 밀도 흐름이 발생했다.[16]:123
6. 가장 파괴적인 분출이 발생했다. 분출구 지역의 일부가 붕괴되었고, 이 과정으로 약 30 km3 (7.2 cu mi)의 물질이 방출되어 시속 600~900 km/h의 빠른 화산쇄설류를 형성했으며, 이는 15분 이내로 지속되었다.
7. 몇 년 후 유문암질 종상 화산이 압출되어 호로마탕기 암초와 와이타하누이 암반을 형성하는 데 기여했다.[22] 총 규모를 알 수 없는 이 후기 소규모 분출은 또한 거대한 표류 경석을 생성했으며, 주요 분출 후 수십 년 이내에 종료되었다.[23]

주요 화산쇄설류는 주변 지역을 황폐화시켰고, 카이마나와 산맥과 통가리로산 근처의 산을 1,500 m 이상 올라가 덮었으며, 로토루아에서 와이오루까지 80±10 km 이내의 땅을 이그님브라이트로 덮었다.:129 루아페후산만이 화산쇄설류의 흐름을 막을 만큼 높았다.(pp.  128–9 )
화산쇄설류의 힘은 너무 강해서 일부 지역에서는 이그님브라이트로 대체된 것보다 더 많은 지표면 물질을 침식시켰다.:225 계곡은 이그님브라이트로 채워져 지형의 형태가 평평해졌다.
지역 내의 모든 식물이 평평해졌다. 느슨한 경석과 화산재 퇴적물은 모든 주요 강을 따라 화산이류를 형성했다.
이 분출은 훨씬 더 큰 오루아누이 분출 이후 형성된 호수를 더욱 확장시켰다. 또한 새로운 퇴적물은 타우포 화산 북쪽에 일시적으로 또 다른 큰 호수를 만들었는데, 이 호수는 레포로아 칼데라까지 확장되었고, 이 호수는 결국 와이카토강 계곡으로 터져 나와 단기간에 2.5 km3 (0.60 cu mi)의 물을 방출했다.:109 타우포호의 이전 유출구는 막혀 호수 수위가 현재 수준보다 35 m 높아졌고, 첫 번째 소규모 홍수 직후 거대한 홍수가 발생하여 약 20 km3 (4.8 cu mi)의 물이 방출되었다.:327:109

### 하테페 분출의 연대 측정
하테페 분출에 대해 많은 연대들이 제시되었다. 한 추정치는 그린란드와 남극의 빙하 코어를 통해 서기 181년으로 나타났다. 범엽이 중국에서, 헤로디아누스가 로마에서 묘사한 기상학적 현상이 이 분출 때문이었을 가능성이 있으며, 그렇다면 정확히 186년이라는 연대가 나온다. 그러나 화산 활동으로 인한 화산재는 일반적으로 반구를 넘지 않으며, R. Sparks의 방사성 탄소 연대 측정은 서기 233년 ± 13년(95% 신뢰도)으로 추정했다.
2011년 14C 파동 맞추기 논문은 서기 232년 ± 5년이라는 연대를 제시했다. 5개 출처를 기반으로 한 2021년 검토에서는 서기 232년 ± 10년으로 보고하고 있다.
당시 뉴질랜드는 사람이 살지 않는 곳이었으므로, 가장 가까운 인간은 서쪽과 북서쪽으로 2,000 km (1,200 mi) 이상 떨어진 호주와 뉴칼레도니아에 있었을 것이다.

## 현재 활동 및 미래의 위험

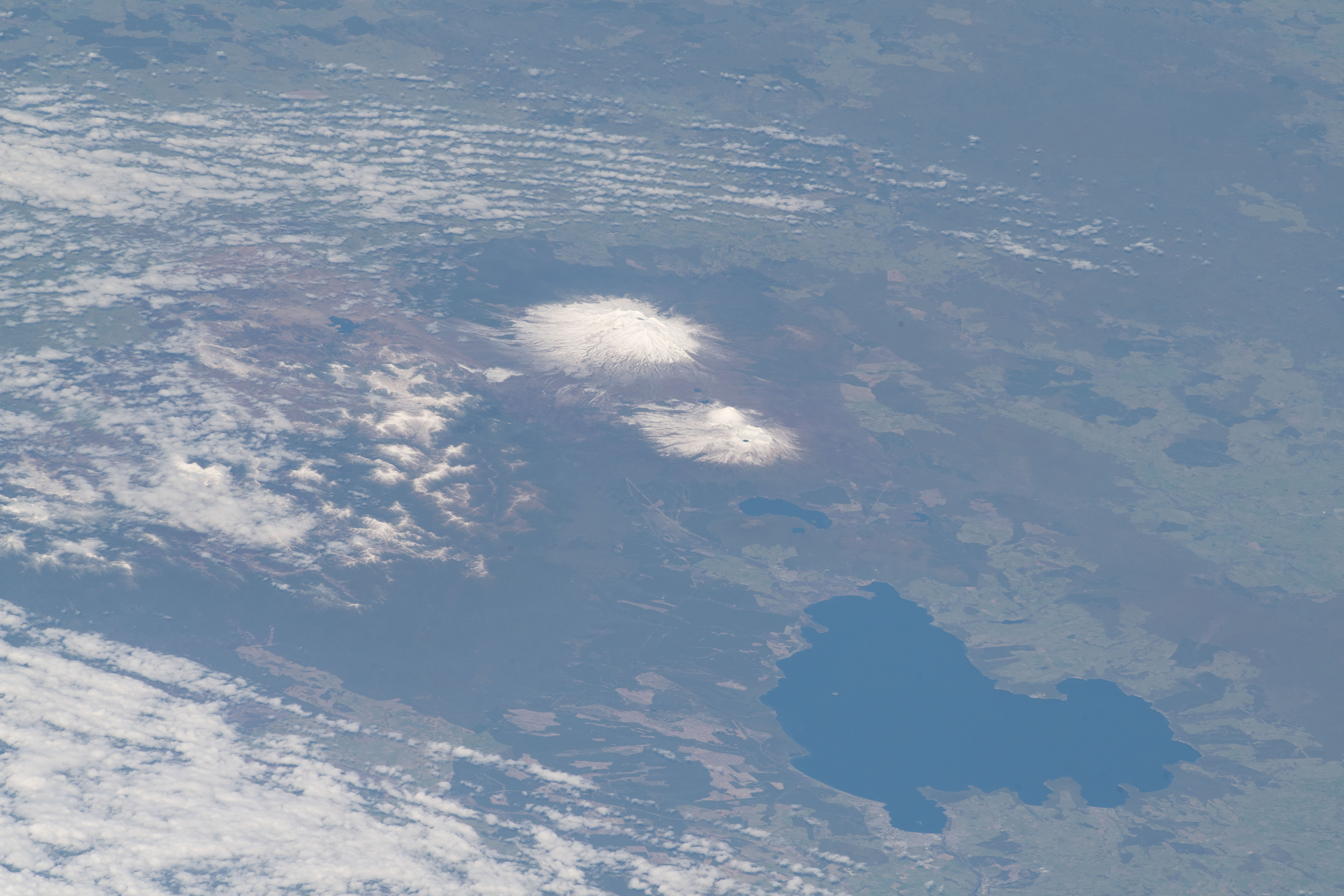
타우포 화산은 주로 사진에 보이는 큰 파란색 타우포호 아래에 위치하며, 호수 남쪽에는 작은 로토아이라호와 눈으로 덮인 활성 성층 화산인 통가리로산과 루아페후산이 보인다.

성분 연구에 따르면 타우포 화산은 현재 호수 남쪽과 북쪽에 과거 분출구가 있었으며, 최근 지진 활동도 호수 북쪽과 남쪽을 넘어 확장되고 있다.(pp.  15–19 ) 북쪽으로는 마로아 칼데라와의 경계가 불분명하지만, 대부분의 지진 활동은 이 칼데라와 관련된 구조물과 관련이 있을 것으로 보인다. 타우포 성분 분출구가 타우포호 북쪽 20 km 지점에서 확인되었지만, 이는 약 2만 6천 년 전 암맥 분출의 결과로 추정된다.:{{{1}}} 호수 북쪽의 최근 활동은 와이라케이 아래의 포이히피 화산의 마그마체와 관련이 있다.(pp.  16–17 ) 2024년 기준 타우포 화산은 내부적으로 불안정한 상태에 있어 지진에 의해 동적으로 촉발될 수 있으며, 2016년 카이코우라 지진은 지진의 진원지에 더 가까운 화산에서는 지진 또는 변형 현상이 관찰되지 않았음에도 불구하고 화산 북서부에서 변형 현상을 촉발시켰다.:{{{1}}}
2022년 5월부터 12월까지는 지진 활동이 증가했으며, 호수변 지반 붕괴와 작은 지진해일로 인한 침수 및 지반 변형이 있었다. 타우포 화산의 화산 경보 수준은 2022년 9월 20일에 화산 경보 수준 1(경미한 화산 불안정)로 상향 조정되었다.
타우포 화산에서는 목격된 분출 사건이 기록된 적은 없지만, 1872년 이후 17번의 화산 불안정기가 있었으며, 가장 최근에는 2019년과 2022~2023년에 발생했다. 이는 칼데라 내에서 지진 활동과 지반 변형의 무리를 나타냈다. 현재 마그마 저장소의 부피는 최소 250 km3 (60 cu mi)이며, 용융 비율은 20%–30% 이상인 것으로 추정된다.
1922년 5월부터 1923년 1월까지의 불안정기에는 수천 건의 지진이 발생했으며, 최고 진도 6에 달해 굴뚝이 무너지는 피해를 입혔다. 이 사건은 국제적으로 오보되었고, 이로 인해 자발적 대피와 타우포 및 로토루아의 관광객 감소가 발생했다. 샌프란시스코의 한 소식통은 사망자가 60명이라고 잘못 보도했지만, 실제로는 한 명도 없었다. 결과적으로 정부는 홍보 담당관을 임명했다.
타우포 화산은 매우 큰 분출이 가능하지만, 지난 3만 년 동안 다양한 규모의 29번의 분출 중 대다수가 훨씬 작았기 때문에 이러한 분출은 여전히 매우 희박하다. 많은 분출이 돔 형태로 형성되었으며, 이는 모투타이코섬과 호로마탕기 암초와 같은 호수 지형을 형성하는 데 기여했을 수 있다.
지진과 지진해일 위험도 존재한다. 대부분의 지진은 상대적으로 작고 마그마 이동과 관련이 있지만, 역사적으로 분출이나 수많은 열개지 관련 단층과 관련된 중간 규모의 지진은 쓰나미 현상을 일으켰다. 예를 들어, 열곡 내 와이히 단층은 490년에서 1,380년 사이의 재현 주기로 M6.5 규모의 지진과 관련이 있었으며, 히파우아 증기 절벽에서 발생한 산사태와 관련된 최소 한 번의 지진해일이 발생했다.
GNS 과학은 지진계와 GPS 스테이션 네트워크를 사용하여 타우포 화산을 지속적으로 모니터링한다. 호로마탕기 암초 지역은 활발한 열수분출구 활동 및 높은 열류와 관련이 있다. 호수 아래에 위치한 화산을 모니터링하는 것은 어렵고, 분출은 거의 또는 전혀 의미 있는 사전 경고 없이 발생할 수 있다. 실시간 데이터는 GeoNet 웹사이트에서 확인할 수 있다.

## 지질학적 이해의 역사

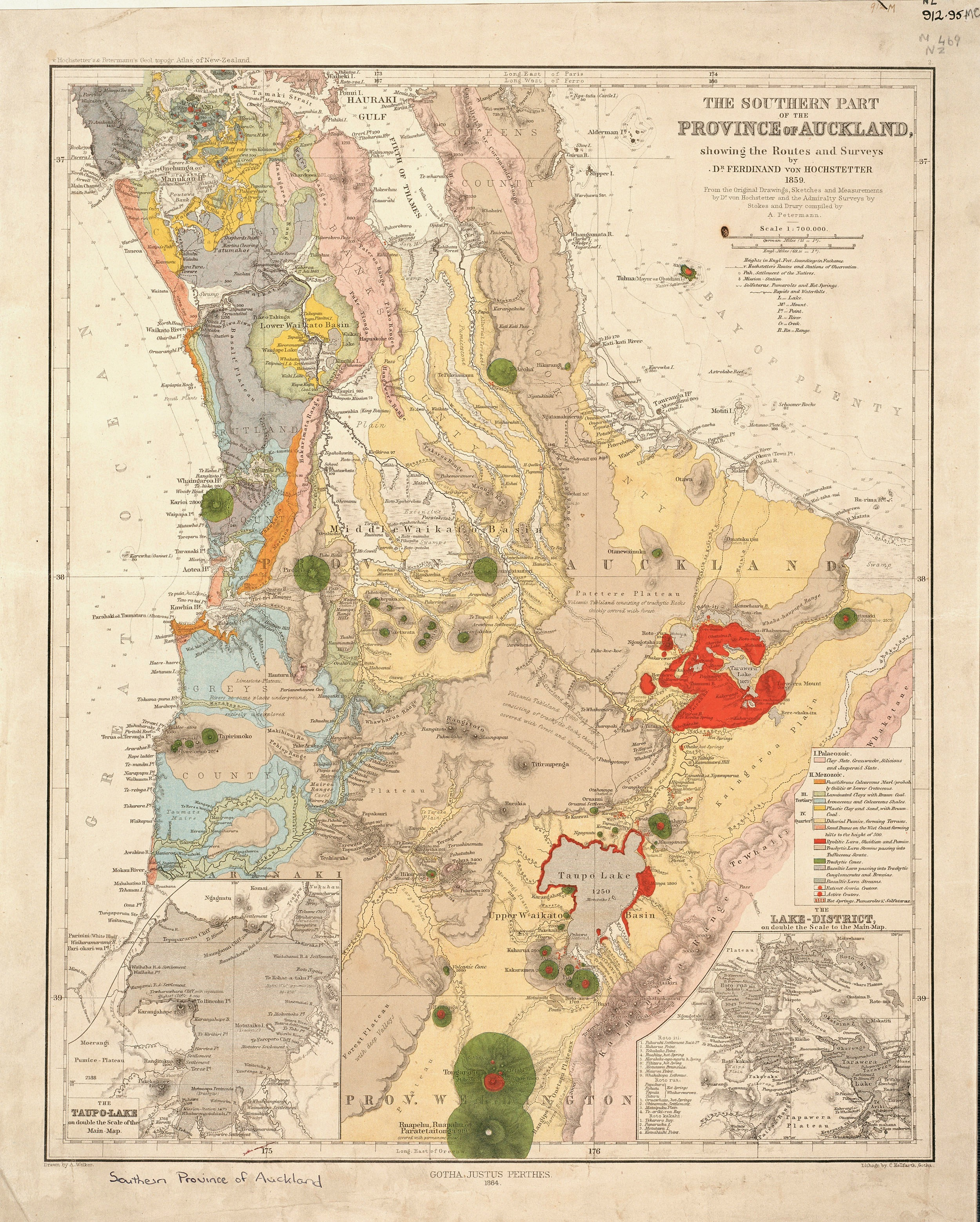
타우포호 해안선의 화산적 특성을 보여주는 첫 번째 지도

인류 정착 이후 이 지역에서 화산 활동이 발생함을 인식했지만, 타우포호 아래에 큰 화산이 존재한다는 사실은 인지되지 않았다. 마오리족 지식에 따르면, 호로마탕기(Horo-matangi)는 호수의 타니파 또는 물 괴물로, 호수 남쪽의 모투타이코섬에 인접한 동굴에 살고 있었다.
에른스트 디펜바흐는 1843년 뉴질랜드에 관한 그의 저서에서 현재 타우포 화산에서 분출된 것으로 알려진 분출을 묘사했지만, 1886년까지 다른 많은 사람들과 마찬가지로 이를 타우포호 남쪽의 성층 화산의 연장이라고 생각했다.:123 페르디난트 폰 호흐슈테터는 타우포에 화산이 있을 것으로 의심했을 가능성이 높으며,:123 확실히 타우포호를 와이카토강을 따라 있는 경석 퇴적물의 근원으로 식별하고 이 지역의 다른 호수들처럼 화산 고원의 붕괴로 인해 형성된 것으로 해석했지만, 다른 가능성을 배제하기 위해 더 조사할 수 없었다.
1864년, 호흐슈테터의 1859년 조사와 존 로트 스토크스 및 바이런 드러리의 조사 정보가 이 지역의 첫 번째 지질도로 출판되었으며, 이 지도에는 타우포호 해안선 북쪽 3분의 2를 둘러싼 유문암 퇴적물 띠가 표시되어 있지만, 관련 표면 퇴적물의 전체 범위는 특징화되지 않았다. 이 지역은 1886년 타라웨라산 분화 이후에야 더 고품질의 지질학 연구가 이루어졌으며, 이 근처 분출 이후의 논의는 타우포를 포함한 화산에 대한 이해를 훨씬 향상시켰으므로, 1886년에서 1888년 사이의 이해 변화를 설명하기 위해 맥락으로 고려되었다. 알제르논 토마스는 이 정보를 해석하여 타우포가 화산이라는 가설을 세웠다.:18–22 이러한 조사 부족의 원인 중 한 명은 1865년부터 뉴질랜드 지질 조사국장이었던 제임스 헥터 경이었다. 1886년 타라웨라 분출에 대한 첫 공식 보고서를 작성하도록 위촉받았을 때, 그의 여행에는 타우포가 포함되었다.:1 결과 보고서의 분출 원인에 대한 결론을 보면 "나는 그것이 순전히 수열 현상이지만, 거대한 규모이며 그것이 완전히 국지적이고 깊은 곳에서 기원한 것이 아니라는 점에 거의 의심의 여지가 없다고 생각한다...":6라고 되어있는데 당시의 지질학적 이해 때문에 이 견해를 지지하는 일부 사람과 논란을 일으켰다.
1887년 당시 지역 측량관이었던 로렌스 쿠센은 명확한 결론을 내리기를 꺼려했지만, "가파른 북서쪽 해안을 이루는 화산암의 들쭉날쭉한 모습은 그들이 원래 속해 있던 덩어리로부터 분출이나 침강이라는 격렬한 작용에 의해 분리되었다는 결론에 도달하게 한다. 호수 내의 섬과 암초는 화산 분출구와 용암류의 플러그일 가능성이 매우 높으며 호수가 기원적으로는 분출에 의해, 그리고 이어서 침강에 의해 형성되었으며, 그 후 호수 내의 일부 분출구는 수중 화산으로 계속 활동하여, 그 분출물이 현재 호수 바닥의 비교적 평평한 면을 형성하고 침식에 의해 깎여 나갔다고 추론하는 것이 합리적일 것이다."라고 관찰했다.:5 그는 같은 시기에 협력하던 다른 사람에게 미루었고, 앞서 언급했듯이 알제르논 토마스는 쿠센이 전달한 표본 분석을 포함한 현장 조사를 통해 광범위한 지표 경석 퇴적물의 가능한 근원으로 타우포호 아래에 화산이 있을 가능성을 지질학 문헌에서 처음으로 구체화했다.:18–22
1937년에는 하테페 분출로 인한 퇴적물이 160 km 거리의 숲을 태울 만큼 뜨거웠다는 것이 인식되었지만, 이것이 화산쇄설류 때문이라는 것은 1956년까지 인식되지 않았다.:129
가장 최근의 대규모 분출 시기는 1960년대에 방사성 탄소 연대 측정을 기반으로 서기 첫 몇 세기 동안으로 처음 정의되었다. 1970년대에는 방사능 연대 측정을 통해 33만 년 전까지 거슬러 올라가는 활동이 할당되었다.:108
타우포 화산에서 발생한 하테페 분출의 규모와 화산쇄설류 및 분출구 위치에 대한 추가적인 이해는 1980년부터 콜린 윌슨의 연구를 통해 발전했다.(pp.  109–111 ) 오루아누이 분출도 더 잘 이해되었는데, 예를 들어 분출이 지역의 퇴적학에 미친 영향은 수십 년이 더 걸렸다. 화산학은 마그마 형성 및 분출 과정을 더 잘 모델링했으며, 이러한 경우 맨틀 유래 현무암이 그레이왜케 기반암의 20-30% 동화작용과 분별 결정화를 통해 마그마 점액을 형성한다는 지배적인 모델이 널리 받아들여졌다.

## 같이 보기
- 뉴질랜드의 지질
- 뉴질랜드의 지열 지대
- 뉴질랜드의 지열 발전
- 뉴질랜드의 화산 목록
- 북섬 화산대
- 로토루아 칼데라
- 뉴질랜드의 화산 활동

## 내용주
1. 1 2  오루아누이 분출의 연대는 여러 독립적인 방법으로 결정되었으며, 추가적인 보정이 있을 수 있다. 이전 연대인 26.5 천년 전[3]은 이후 IntCal20 보정을 통해 25.675 ± 0.09 ka cal BP로 업데이트되었다. 2022년 WD2014 시간 척도를 사용한 빙하 코어 연대인 25.318 ± .25 ka BP는 25.718 ka로 보정되었다.[4] 여기서 출처로 사용된 검토 논문은 약 2만 5천 5백 년 전이라고 언급하는데, 이는 2022년의 후속 보정처럼 정밀한 진술은 아니다.[2]